# 伊丽苏娅
伊丽苏娅（1945年—），维吾尔族，中华人民共和国政治人物、第十一届全国政协委员。

## 生平
原新疆省人民政府主席包尔汉·沙希迪之女。加入中国共产党，担任全国政协民族和宗教委员会办公室（六局）原主任（局长）。2008年，当选第十一届全国政协委员，代表中华全国妇女联合会，分入第十九组。并担任民族和宗教委员会专委。